# 122 Gerda
För andra betydelser, se Gerda (olika betydelser).
122 Gerda eller 1948 TQ1 är en asteroid upptäckt 31 juli 1872 av astronomen Christian Heinrich Friedrich Peters i Clinton, New York. Asteroiden har fått sitt namn efter Gerd inom nordisk mytologi.
Ockultation av en stjärna har observerats 2007.